# Jehan Fresneau
Jehan Fresneau (auch Fresnau, Frasnau, Franeau, Franier, de Frania), (* vor 1450; † nach 1505) war ein franko-flämischer Komponist, Sänger und Kleriker der frühen Renaissance. Er war Mitglied der königlichen Kapelle unter Ludwig XI. und Karl VIII.

## Leben und Wirken
Nachdem im ersten Vierteljahr 1454 ein gewisser „Jehan de Frosnes“ als Mitglied der Kapelle von Marie d’Anjou, der Gattin des französischen Königs Karl VII. verzeichnet ist, hat man vermutet, es könne sich hierbei um Jehan Fresneau handeln, doch gibt es dafür keine Bestätigung. Die ersten sicheren Belege gehen auf den 24. Juni 1468 zurück, an dem „Jo. Fremniau“ als „petit vicaire“ an der Kathedrale von Cambrai erwähnt wird; dies hat zu der Vermutung geführt, dass er aus dieser Region stammen könnte. Im folgenden Jahr ist er jedoch im dortigen Kirchenregister nicht mehr verzeichnet; Fresneau gehörte nämlich ab 1469 der Kapelle von König Ludwig XI. in Tours als „chapelain ordinaire“ an, und zwar bis September 1475. Vielleicht auf den Rat des Komponisten Johannes Ockeghem verließ Fresneau Frankreich und wurde als „Johannes de Frania“ für kurze Zeit Mitglied der Kapelle von Galeazzo Maria Sforza in Mailand. Er hatte hier so bedeutende Kollegen wie Gaspar van Weerbeke, Alexander Agricola, Loyset Compère und Jean Cordier. Fresneau wird hier als „Priester aus Cambrai, unser Sänger, ein bescheidener und kunstreicher Mensch“ beschrieben. Auf Betreiben des Herzogs erhielt er verschiedene Pfründen im Bistum Como bei Mailand.
Nachdem der Herzog am 26. Dezember 1476 ermordet wurde, entschloss sich seine Witwe, Bona von Savoyen, die Kapelle zu verkleinern, und auch Fresneau wurde nicht weiter beschäftigt. Am 6. Februar 1477 erhielt er einen Pass für die Zollfreiheit der Reise; seine Reisegenossen waren Loyset Compère und Colin de Lannoy. Fresneau kehrte nach Frankreich zurück und fand offensichtlich in der Hofkapelle des französischen Königs in Tours seine nächste Anstellung. Er wird am 28. Februar 1480 als „capellanum et cantorem serenissimi et christianissimi regis Francorum“ bezeichnet. An St. Martin in Tours hatte Johannes Ockeghem das wichtige Amt des Schatzmeisters inne. Der französische König beantragte für seine cantores capellani einige Pfründen, darunter eine für Jehan Fresneau an der Kathedrale von Rouen; hier wird er als Kanoniker an St. Martin in Tours bezeichnet. Augenscheinlich brachte Fresneau den Rest seiner Jahre als Mitglied der königlichen Kapelle und Kanoniker der königlichen Basilika zu; deren Kapitel ernannte ihn im Jahr 1494 zum Propst von Mayet. In den letzten Dokumenten, in denen er genannt wird (10. Juni 1494, 9. Februar 1500 und 10. Februar 1505), wird sein Aufenthalt in Chartres als Prokurator des Kapitels von St. Martin bestätigt; in dem zweiten genannten Dokument wird Fresneau als Notar und Prokurator des Kirchengerichts bezeichnet. Nach dem Tod von Johannes Ockeghem (6. Februar 1497) erhielt er das Privileg, das Muster vorzugeben, welches für die Klagegesänge (Deplorationen) aller anderen Komponisten bestimmend war. Wie lange er selbst nach 1505 noch lebte, ist nicht überliefert.

## Bedeutung
Das überlieferte Werk von Jehan Fresneau besteht aus einer Messe und fünf Chansons, wobei drei der Chansons in jeweils einer anderen Handschrift auch anderen Komponisten zugeschrieben wurden, so dass deren Authentizität ungesichert ist. Sie sind in der Zeit von 1475 bis 1480 zu datieren, und stilistisch bewegen sie sich in dem Rahmen, wie er in der zweiten Hälfte des 15. Jahrhunderts üblich war, also eher konservativ. Seine Messe lässt ihn als Schüler von Ockeghem erkennen. Durch die vielfältigen Imitationen und langen zweistimmigen Abschnitte wirkt sie relativ modern. Durch die Wiederkehr des Anfangsmotivs in allen Abschnitten und durch die Ähnlichkeit der Motive in der obersten Stimme („Superius“) und im Tenor ist die Vermutung entstanden, dass hier ein mehrstimmiges Modell zugrunde liegt, das bisher musikwissenschaftlich noch nicht identifiziert wurde.

## Überlieferte Werke
- Missa quarti toni zu vier Stimmen
- „C’est vous seulle“, Chanson zu drei Stimmen
- „De vous servir“, Chanson zu drei Stimmen (Fresneau und Hayne van Ghizeghem zugeschrieben)
- „Ha qu’il m’ennuye“, Chanson zu drei Stimmen (Fresneau und Alexander Agricola zugeschrieben)
- „Nostres assouemen“, Chanson zu drei Stimmen (Fresneau und Alexander Agricola zugeschrieben)
- „Nuit et jour“ / „Perget“ (Kontrafaktur), Chanson zu drei Stimmen